# Dien Bien (provincie)
Dien Bien (vietnamsky Điện Biên) je provincie na severozápadě Vietnamu. Žije zde okolo 4000 obyvatel s hlavní městem Dien Bien Phu. Jde o velmi hornatý region a tak se orientuje na pěstování rýže.

## Geografie
Provincie sousedí v rámci Vietnamu s provinciemi Lai Chau a Son La. Na severu sousedí s Čínou, konkrétně s provincií Jün-nan a na západě s Laosem. Jedná se o velmi hornatý region.